# Prologue (album)
Prologue è un album dei Renaissance, pubblicato dalla Sovereign Records nel 1972. Il disco fu registrato nei mesi di giugno e luglio 1972 al Nova Sound Studio di Londra, Inghilterra.

## Tracce
Lato A
1. Prologue – 5:39 (Michael Dunford)
2. Kiev – 7:39 (Jim McCarty, Betty Thatcher)
3. Sounds of the Sea – 7:09 (Michael Dunford, Betty Thatcher)

Lato B
1. Spare Some Love – 5:05 (Michael Dunford, Betty Thatcher)
2. Bound for Infinity – 4:17 (Jim McCarty, Betty Thatcher)
3. Rajah Kahn – 11:14 (Michael Dunford)

## Musicisti
- John Tout - tastiere, voce, arrangiamenti
- Annie Haslam - voce, percussioni
- Rob Hendry - chitarre, mandolino, campane (bells), voce
- John Camp - basso, tambura, voce
- Terry Sullivan - percussioni
- Mick Dunford - arrangiamenti
- Francis Monkman - sintetizzatore (Vcs3 solo) (solo nel brano: Rajah Kahn)